# Lipetsk
Lipetsk (russo:  Липецк; IPA: [ˈlʲipʲɪtsk]) é uma cidade russa, capital do óblast homônimo. Em 2002 tinha cerca de 506.314 habitantes. Lipetsk possui o mesmo fuso horário que Moscou.

## Esporte
A cidade de Lipetsk é a sede do Estádio Metallurg e do FC Metallurg Lipetsk, que participa do Campeonato Russo de Futebol.

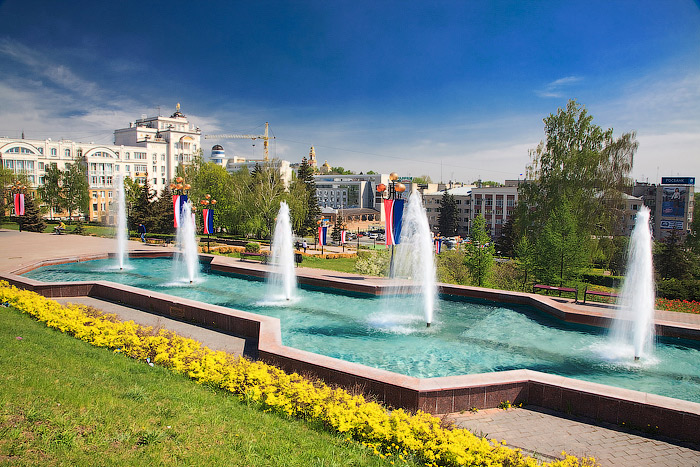
Uma vista da cidade